# Edmond Teisserenc de Bort
Pour les articles homonymes, voir Teisserenc de Bort et Bort.
Edmond Teisserenc de Bort, né le 12 juillet 1850 à Paris et mort le 23 avril 1912 à Paris, est un homme politique français.

## Biographie
Fils de Pierre-Edmond Teisserenc de Bort, il a suivi ses études au petit séminaire de La Chapelle Saint-Mesmin lorsque celui-ci était dirigé par Félix Dupanloup, évêque d'Orléans. Il est sénateur de la Haute-Vienne de 1895 à 1909. Il consacre la majeure partie de sa vie à la promotion de la race bovine limousine. Il fut président de la société d'agriculture de Limoges, président du syndicat des agriculteurs de la Haute-Vienne et vice-président du syndicat de la race bovine limousine.
On lui doit quelques ouvrages dont notamment :
- Considérations sur la pureté et les qualités de la race bovine du Limousin, 1889
- De la race limousine, 1890
- La race bovine limousine, 1912

## Sources
- « Edmond Teisserenc de Bort », dans le Dictionnaire des parlementaires français (1889-1940), sous la direction de Jean Jolly, PUF, 1960 [détail de l’édition]